# اسپیروس کیپیرانو
اسپیروس کیپریانو (به یونانی: Σπύρος Κυπριανού) (۲۸ اکتبر ۱۹۳۲ – ۱۲ مارس ۲۰۰۲) سیاستمدار و رئیس جمهور قبرس میان سال‌های ۱۹۷۷ تا ۱۹۸۸ میلادی بود.
وی در دولت ماکاریوس سوم وزیر دادگستری و سپس وزیر خارجه گردید و در ۱۹۷۲ از این سمت کناره‌گیری کرد. در ۱۹۷۷ به ریاست جمهوری رسید و تا سال ۱۹۸۸ که از رقیبش گیورگیوس واسیلیو شکست خورد، عهده‌دار این سمت بود.
کیپریانو به دلیل ابتلا به بیماری سرطان درگذشت.